# Цимлянская ГЭС
Цимля́нская ГЭС — гидроэлектростанция на реке Дон в Ростовской области, у городов Волгодонска и Цимлянска. Построена в 1949—1954 годах в рамках программы сооружения Волго-Донского судоходного пути, преимущественно силами заключённых ГУЛага, является одной из «великих строек коммунизма». Имеет важное экономическое значение, обеспечивая крупнотоннажное судоходство на нижнем Дону, функционирование Волго-Донского судоходного канала, орошение больших массивов засушливых земель, водоснабжение, защиту от наводнений и выработку электроэнергии. Собственником сооружений ГЭС (за исключением судоходных шлюзов) является ООО «Лукойл-Экоэнерго».

## Природные условия
Цимлянская ГЭС расположена на реке Дон в 309 км от её устья, является единственной гидроэлектростанцией на этой реке. Площадь водосбора реки в створе ГЭС составляет 255 000 км² (около 60 % площади водосборного бассейна реки). Климат района расположения ГЭС континентальный, водохранилище расположено в сухостепной и полупустынной зонах с присущими им засухами и суховеями. Среднегодовое количество осадков составляет 350—400 мм при испарении с зеркала водохранилища около 1000 мм. Водный режим Дона характеризуется чётко выраженным весенним половодьем, в ходе которого проходит в среднем 72 % годового стока. Среднегодовой расход воды в реке в створе Цимлянской ГЭС составляет 655 м³/с, среднегодовой сток — 20,66 км³. Максимальный расход воды, с повторяемостью один раз в 10 000 лет, оценивается в 21 532 м³/с, максимальный расход воды, зафиксированный за весь период наблюдений, составил 14 436 м³/с. Ниже Цимлянской ГЭС на Дону расположены Николаевский, Константиновский и Кочетовский гидроузлы, не имеющие в своём составе гидроэлектростанций. Их основной задачей является поддержание судоходных глубин.
Река Дон в створе Цимлянской ГЭС имеет возвышенный правый берег и низинный левый. Здание ГЭС и водосбросная плотина построены в пойме на левом берегу (причём плотина частично расположена в пределах бывшего озера Сусорово), что позволило естественным путём решить проблему пропуска стока реки в период строительства, а также сократить объём работ по перемычкам строительных котлованов. Земляные плотины с левого берега на большей части своей длины расположены на надпойменных террасах, правобережная плотина — на пойме. В основании сооружений ГЭС, расположенных в пределах поймы и русла реки, лежат мелкозернистые аллювиальные пески, подстилаемые на глубине 25—30 м слоем глинистых мергелей. Надпойменные террасы сложены лёссовидными суглинками.

## Конструкция станции
Цимлянская ГЭС представляет собой низконапорную русловую гидроэлектростанцию (здание ГЭС входит в состав напорного фронта). Сооружения гидроэлектростанции имеют I класс капитальности и включают в себя три земляных плотины, бетонную водосбросную плотину, здание ГЭС с рыбоподъёмником, судоходные шлюзы, головное сооружение Донского магистрального канала, ОРУ 110/220 кВ; общая протяжённость подпорных сооружений гидроузла составляет 13 460 м. По сооружениям ГЭС проложены автомобильная и железная дороги. Установленная мощность электростанции — 211,5 МВт, проектная среднегодовая выработка электроэнергии — 659,5 млн кВт·ч, фактическая среднегодовая выработка за период 1980—2010 годы — 613 млн кВт·ч.

### Земляные плотины
Большую часть напорного фронта Цимлянской ГЭС образуют три земляные плотины — левобережные № 90 и № 91 и правобережная № 92, в которые уложено в общей сложности 31,614 млн м³ грунта. Левобережная плотина № 90 расположена между левым берегом поймы Дона и судоходными шлюзами, в тело плотины врезано головное сооружение Донского магистрального канала. Длина плотины — 2740,73 м, ширина по гребню — 20 м, максимальная ширина по основанию — 115 м, максимальная высота — 11,8 м. Плотина отсыпана из лёссовидных суглинков, верховой откос закреплён железобетонными плитами на слое песка, низовой откос — отсыпкой гравия и щебня. Противофильтрационных устройств в теле и основании плотины нет, дренажные устройства представлены наслонным дренажем из слоя песка толщиной 1 м на низовом откосе, ленточным сборным дренажом из бутового камня с поперечными дренами из песка в основании плотины и дренажной канавкой.
Левобережная плотина № 91 расположена между судоходным шлюзом и зданием ГЭС. Длина плотины — 6760,21 м, ширина по гребню — 20 м, максимальная ширина по основанию — 327,5 м, максимальная высота — 25 м. Плотина намыта из мелкозернистого песка, верховой откос закреплён железобетонными плитами, низовой откос — отсыпкой гравия. Противофильтрационных устройств в теле и основании плотины нет (за исключением участка сопряжения со зданием ГЭС, где устроены две диафрагмы из металлического шпунта). Дренажные устройства представлены горизонтальным закрытым трубчатым дренажем в нижней части низовой призмы плотины (бетонная труба диаметром 0,8—1,6 м), вдоль низового откоса проложена дренажная канавка и выполнен вертикальный дренаж (разгрузочные скважины).
Правобережная плотина № 92 расположена между водосливной плотиной и правым берегом поймы Дона. Длина плотины — 3171,04 м, ширина по гребню — 20 м, максимальная ширина по основанию — 345,55 м, максимальная высота — 35 м. Плотина намыта из мелкозернистых и разнозернистых песков, верховой откос закреплён железобетонными плитами, низовой откос — отсыпкой гравия; железобетонным плитами общей длиной 80 м закреплён также примыкающий к плотине берег водохранилища. Противофильтрационных устройств в теле и основании плотины нет, дренажные устройства представлены горизонтальным закрытым трубчатым дренажем в нижней части низовой призмы плотины (бетонная труба диаметром 0,8 м), вдоль низового откоса проложена дренажная канавка и выполнен вертикальный дренаж (разгрузочные скважины).

### Водосливная плотина

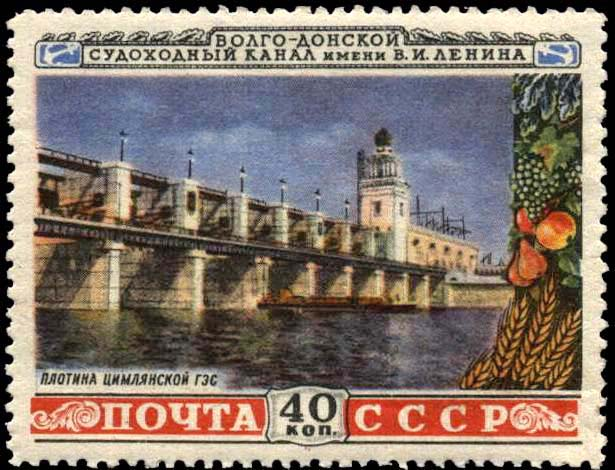
Водосливная плотина, почтовая марка СССР, 1953 год

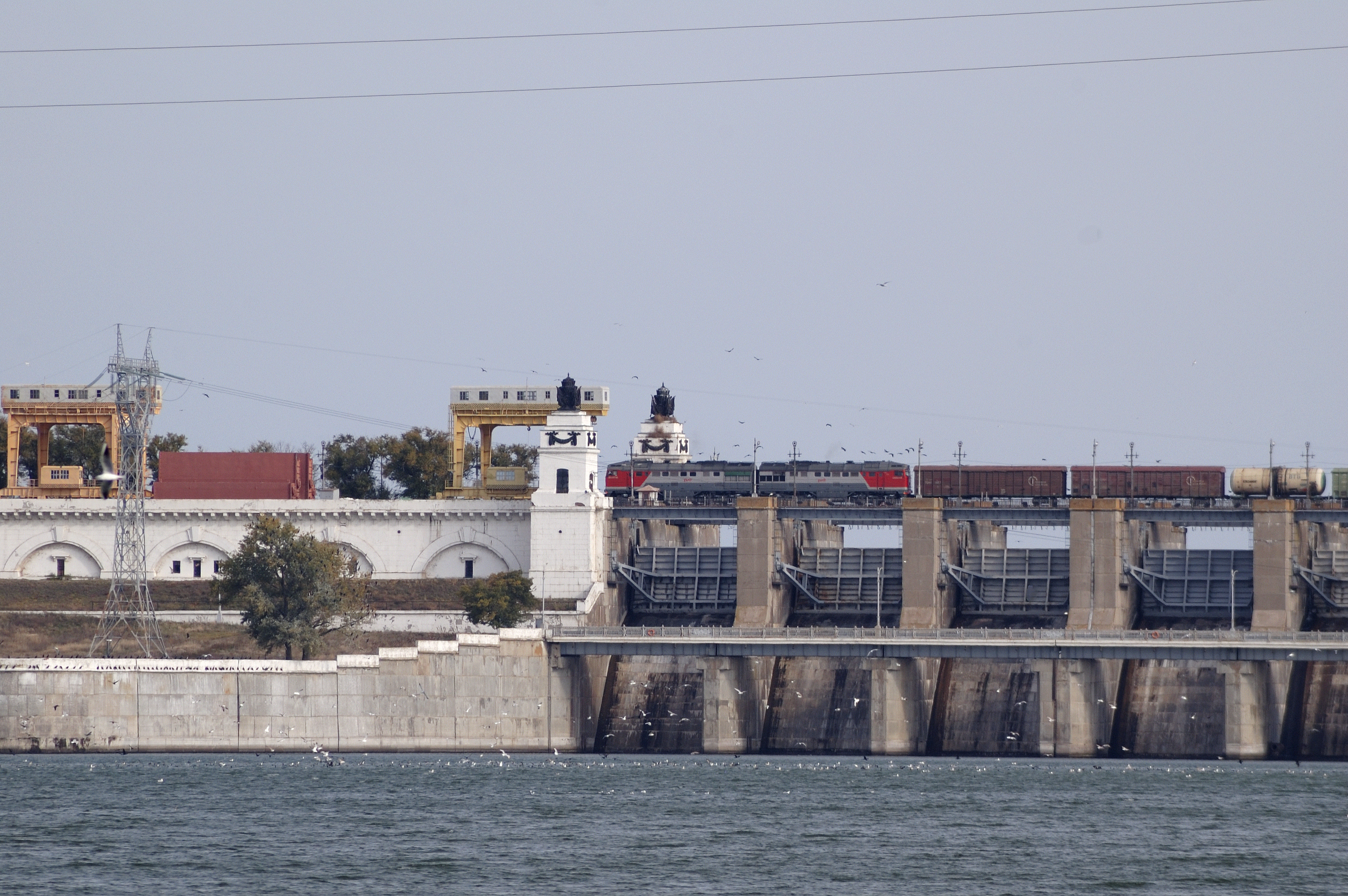
Цимлянская ГЭС, фрагмент

Водосливная плотина, расположенная между правобережной земляной плотиной и зданием ГЭС, предназначена для пропуска воды в сильные паводки либо при остановленных гидроагрегатах. По конструкции водосливная плотина — гравитационная бетонная с сильно выдвинутой в верхний бьеф фундаментной плитой. Длина плотины — 495,5 м, ширина по гребню — 12,5 м, максимальная ширина по основанию — 60,5 м, максимальная высота — 43,65 м, в плотину уложено 888 тыс. м³ бетона. Плотина имеет 24 водосливных отверстия шириной по 16 м, перекрываемых основными сегментными затворами и плоскими аварийно-ремонтными затворами; оперирование затворами производится при помощи двух портально-козловых кранов грузоподъёмностью по 75 т. Плотина рассчитана на пропуск 16 200 м³/с воды при нормальном подпорном уровне и 23 300 м³/с — при форсированном уровне. Гашение энергии сбрасываемой воды производится на водобойной плите длиной 50 м и толщиной 4,5 м, на которой располагаются зубья-рассекатели, струенаправляющие пирсы и водобойная стенка. За водобойной плитой расположена рисберма длиной 280,7 м, выполненная из бетонных плит толщиной 1,25—2,5 м. На начальном участке рисберма горизонтальна, далее постепенно понижается и заканчивается заглублённым ковшом.
Тело водосливной плотины состоит из фундаментной плиты длиной 60,5 м и бычков, сильно развитых в сторону верхнего бьефа. В теле плотины устроена потерна, служащая также для отвода фильтрующихся через плотину дренажных вод. Помимо потерны, противофильтрационные устройства плотины представлены понуром длиной 50 м, тремя рядами металлического шпунта в основании плотины, двойной шпунтовой диафрагмой на сопряжении с правобережной плотиной, дренажными колодцами под водобойной плитой и рисбермой, а также двумя рядами дренажных скважин в конце рисбермы. Со стороны верхнего бьефа на бычках плотины уложены металлические пролёты железнодорожного моста, со стороны нижнего бьефа — автодорожного моста.

### Здание ГЭС
Здание ГЭС руслового типа (воспринимает напор воды); совмещено с рыбоподъёмником. Длина здания — 116,6 м, ширина 56,5 м, высота — 48,7 м. Конструктивно здание ГЭС выполнено из монолитного железобетона, разделяется на четыре агрегатных блока, блок рыбоподъёмника и монтажную площадку. В фундаментной плите здания ГЭС (длиной 56,5 м) устроены две потерны. Ниже здания расположена водобойная плита толщиной 0,3—1 м и длиной 50 м, за которой имеется выполненная из железобетонных плит рисберма длиной 60 м. Защита здания ГЭС от фильтрации представлена понуром, состоящим из железобетонной плиты длиной 40 м, на которую уложено два слоя битумных матов, перекрытых слоем суглинка толщиной 1,5 м, а также тремя рядами металлического шпунта.
В машинном зале здания ГЭС размещены четыре вертикальных гидроагрегата с поворотно-лопастными турбинами: три мощностью по 52,5 МВт и один мощностью 50 МВт. Агрегаты мощностью 52,5 МВт оборудованы турбинами ПЛ-30/877-В-660 (два агрегата; производство Ленинградского металлического завода (ЛМЗ)) и ПЛ 495-ВБ-660 (один агрегат; производство фирмы Andriz), работающими на расчётном напоре 22 м. Турбины приводят в действие генераторы СВ 1040/120-68 производства заводов «Электросила» и «Элсиб». Агрегат мощностью 50 МВт оборудован турбиной ПЛ 495-ВБ-660 (работающей на расчётном напоре 17,5 м) и генератором СВ 1030/120-68; оборудование изготовлено ЛМЗ и «Электросилой». Монтаж и демонтаж гидроагрегатов обеспечивается расположенными в машинном зале двумя мостовыми кранами грузоподъёмностью по 150 т. Со стороны верхнего бьефа водозаборные отверстия турбин оборудованы сороудерживающими решётками, плоскими колёсными аварийно-ремонтными затворами и плоскими ремонтными затворами. Оперирование аварийно-ремонтными затворами производится при помощи электролебёдок, а ремонтными затворами и сороудерживающими решётками — при помощи козлового крана. Отсасывающие трубы турбин перекрываются плоскими ремонтными затворами.
| Гидроагрегаты Цимлянской ГЭС |                |                 |                 |                |               |
| Номер гидроагрегата          | 1              | 2               | 3               | 4              | 5             |
| Мощность агрегата, МВт       | 50             | 52,5            | 52,5            | 52,5           | 4             |
| Год ввода в эксплуатацию     | 1952           | 2001            | 1999            | 2012           | 1953          |
| Тип турбины                  | ПЛ 495-ВБ-660  | ПЛ-30/877-В-660 | ПЛ-30/877-В-660 | ПЛ 495-ВБ-660  | ПЛ 495-ВБ-225 |
| Производитель турбины        | ЛМЗ            | ЛМЗ             | ЛМЗ             | Andriz Hydro   | Уралгидромаш  |
| Тип генератора               | СВ 1030/120-68 | СВ 1040/120-68  | СВ 1040/120-68  | СВ 1040/120-68 | ВГС-325/64-24 |
| Производитель генератора     | Электросила    | Электросила     | Электросила     | Элсиб          | Электросила   |

Рыбоподъёмник, предназначенный для пропуска идущих на нерест осетровых и частиковых рыб, расположен между водосливной плотиной и зданием ГЭС. В состав рыбоподъёмника входят входной лоток, садок, рыбоподъёмный шлюз, выходной лоток и малый гидроагрегат. Входной лоток длиной 110 м и шириной 6 м расположен в нижнем бьефе, образуя раздельный пирс между водосливной плотиной и зданием ГЭС. Завлечение рыбы в лоток происходит при помощи тока воды, создаваемого работой малого гидроагрегата, выходное отверстие отсасывающей трубы которого расположено на дне лотка. Гидроагрегат имеет мощность 4 МВт, состоит из вертикальной поворотно-лопастной турбины ПЛ 495-ВБ-225 производства завода «Уралгидромаш» и генератора ВГС-325/64-24 производства завода «Электросила». Рыба, прошедшая лоток, накапливается в садке размером 5×18 м, откуда она с помощью перемещающихся сеток направляется в рыбоподъёмный шлюз. Шлюз имеет размеры 5×7 м, наполняется водой с верхнего бьефа и оборудован подъёмной сеткой, побуждающей рыбу к перемещению вверх. После завершения шлюзования рыба перемещается в водохранилище по выходному лотку длиной 65 м и шириной 6 м. Процесс шлюзования полностью автоматизирован и занимает около 40 минут. Рыбоподъёмник снабжён системой плоских затворов, перекрывающих различные его участки как при обычной работе, так и при проведении ремонтных работ.
Электроэнергия вырабатывается генераторами ГЭС на напряжении 10,5 кВ, которое повышается до 110 и 220 кВ при помощи шести однофазных силовых автотрансформаторов ОДТГА 666667/220, объединённых в две группы (по три фазы в каждой). Трансформаторы расположены на площадке, примыкающей к зданию ГЭС. Выдача мощности ГЭС в энергосистему производится с открытого распределительного устройства 110/220 кВ по пяти линиям электропередачи:
- ВЛ 220 кВ «Цимлянская ГЭС — ПС Ш-30»
- ВЛ 220 кВ «Цимлянская ГЭС — Волгодонская ТЭЦ-2»
- ВЛ 110 кВ «Цимлянская ГЭС — ПС Цимлянская»
- ВЛ 110 кВ «Цимлянская ГЭС — ПС ВОЭЗ»
- ВЛ 110 кВ «Цимлянская ГЭС - ПС Северный Портал»

### Судоходные шлюзы
Судопропускные сооружения Цимлянского гидроузла расположены на левом берегу, между земляными плотинами № 90 и 91. Трасса судопропускных сооружений пересекает земляную плотину и выходит в нижнем бьефе к реке в 5 км ниже основных сооружений ГЭС, за пределами зоны воздействия потока, сбрасываемого через гидроагрегаты и водосбросную плотину. В состав судопропускных сооружений входят аванпорт, два однокамерных шлюза с промежуточным каналом между ними и низовой подходный канал. Аванпорт расположен в Цимлянском водохранилище, создаёт защищённую от высоких волн акваторию и обеспечивает спокойный подход судов к шлюзам. Кроме того, на территории аванпорта размещены речной порт и лесобаза. Аванпорт образован двумя дамбами — северной и восточной, между которыми расположен проход для судов, имеющий ширину 400 м. Северная дамба возведена отсыпкой из лёссовидных суглинков, её длина составляет 1500 м. Восточная дамба длиной 1580 м имеет смешанную конструкцию — её наиболее протяжённый участок длиной 1240 м построен намывом из мелкозернистого песка, остальная часть — отсыпкой из известняка с суглинком. Откосы дамб, обращённые к водохранилищу, закреплены бетонными плитами, обращённые к аванпорту — крупным камнем.
Судоходные шлюзы однокамерные, между ними расположен промежуточный разъездной канал длиной 1593 м. Шлюзы имеют номера 14 и 15, их конструкция и размеры соответствуют таковым шлюзов Волго-Донского канала (размер камер 145×18 м). Шлюзы железобетонные, с головной системой наполнения опорожнения камер. С нижним бьефом шлюзы соединяются низовым подходным каналом длиной 3440 м. При строительстве создан задел для второй нитки шлюзов в виде головы и части камеры шлюза, врезанных в земляную плотину.

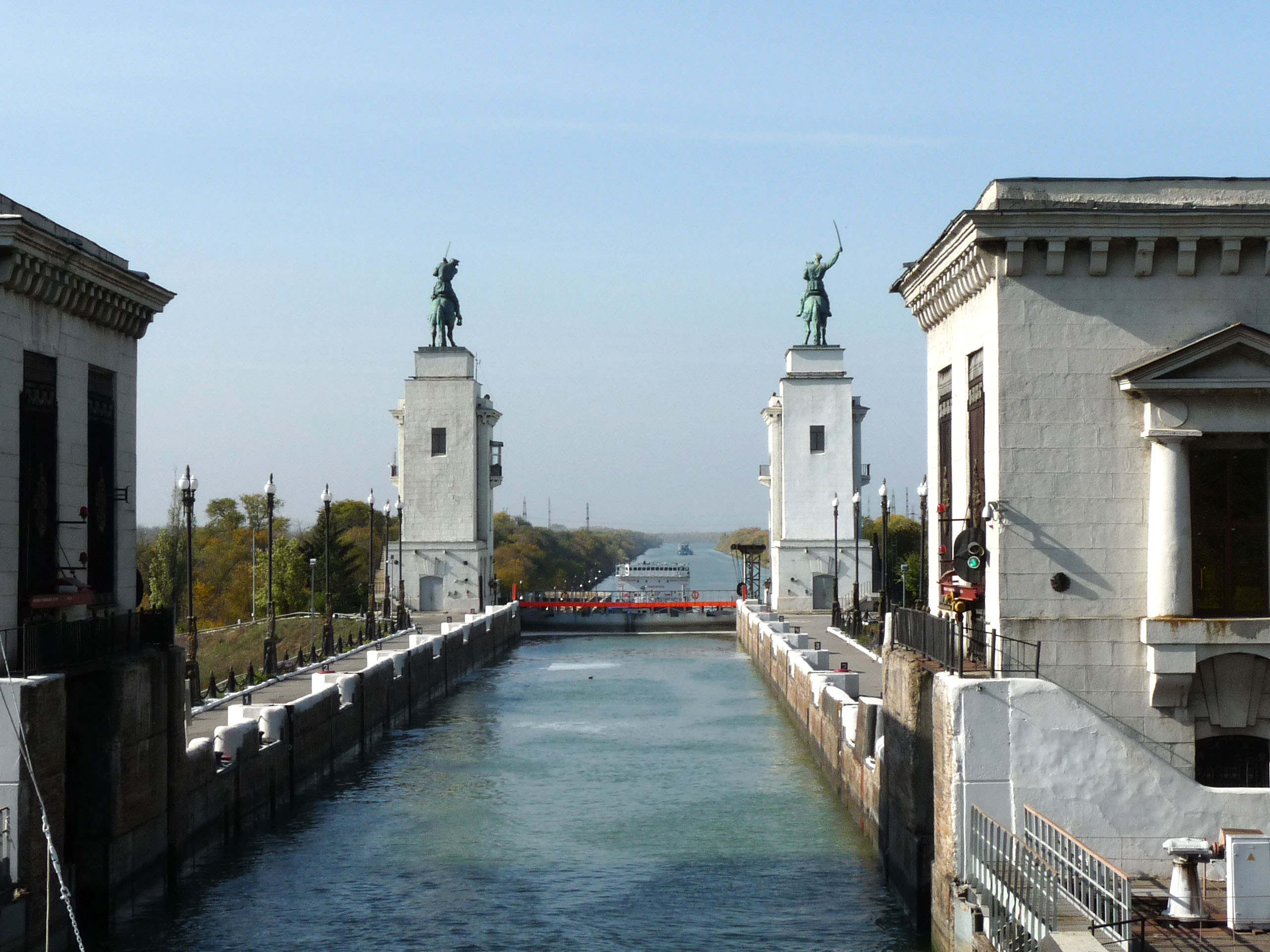
Скульптурная группа «Казаки» у шлюза Цимлянской ГЭС (Ростовская область, город Волгодонск)

Шлюзы оформлены в стиле монументальной архитектуры того времени («сталинский ампир»). Здание управления верхней головы шлюза № 14 выполнено в виде монументальной арки высотой 30 м. Выбор такого решения объясняется стремлением декорировать аварийно-ремонтный затвор шлюза, находящийся в подвешенном состоянии между двумя зданиями верхней головы шлюза. Арка перекрыта фронтоном с аттиком, на котором размещены четыре чугунные скульптурные композиции. Вблизи верхней головы шлюза № 14 на полукруглой набережной установлен монумент «Соединение пяти морей», представляющий собой ступенчатый постамент с вмонтированными скульптурными изображениями носовых частей корабля. На постаменте размещена чугунная скульптурная композиция (скульптор С. Н. Волков). Здания управления нижней головы шлюза № 15 выполнены в виде двух башен высотой 30 м, которые увенчаны 8-метровыми конными статуями донских казаков (скульптор Г. И. Мотовилов).

### Головное сооружение Донского магистрального канала
Головное сооружение Донского магистрального канала врезано в плотину № 9, представляет собой безнапорную семиочковую железобетонную трубу, состоящую из трёх секций. Длина сооружения — 47,34 м, ширина (вдоль напорного фронта) — 49 м, размер каждого водопропускного отверстия 4,5×7,25 м, общая пропускная способность — 250 м³/с. Сооружение оборудовано плоскими колёсными основными и аварийно-ремонтными затворами, оперирование которыми производится при помощи электролебёдок и мостового крана. Противофильтрационные устройства представлены металлическим шпунтом со стороны верхнего бьефа и дренажом в виде трёхслойного обратного фильтра в основании сооружения. Подвод воды из водохранилища производится по подводящему каналу, облицованному бетонными плитами.

### Водохранилище
Напорные сооружения ГЭС образуют крупное Цимлянское водохранилище. Площадь водохранилища при нормальном подпорном уровне 2624 км², длина 360 км, максимальная ширина 40 км, максимальная глубина 30,8 м. Полная и полезная ёмкость водохранилища составляет 22,97 и 11,29 км³ соответственно, что позволяет осуществлять многолетнее регулирование стока (водохранилище наполняется в многоводные годы и срабатывается в маловодные). Отметка нормального подпорного уровня водохранилища составляет 36 м над уровнем моря (по Балтийской системе высот), форсированного подпорного уровня — 38 м, уровня мёртвого объёма — 31 м.

## История строительства и эксплуатации
Строительство Цимлянской ГЭС являлось частью проекта Волго-Донского водного пути, предусматривающего строительство Волго-Донского судоходного канала и улучшение условий судоходства на Дону ниже канала. Первый подробный проект этого пути был составлен в 1927—1928 годах и предусматривал, помимо канала, сооружение десяти низконапорных плотин с шлюзами, в том числе одной — выше станицы Цимлянской. По ряду причин к реализации этого проекта не приступили. Такая же судьба постигла проекты 1933 и 1938 годов, подразумевавшие, помимо прочего, создание крупного регулирующего водохранилища в районе города Калача-на-Дону. В 1944 году проектирование Волго-Донского водного пути было поручено «Гидропроекту», где велось под руководством С. Я. Жука.
В ходе проектирования было решено разместить крупное регулирующее водохранилище в районе станицы Цимлянской. В этом случае решалось сразу несколько задач — обеспечивались судоходные глубины на наиболее сложном участке Дона от Цимлянской до Калача-на-Дону, а также глубины на нижнем Дону (за счёт пропусков воды из водохранилища), появлялась возможность организации самотёчного орошения земель на левом берегу, а также выработки значительного количества электроэнергии. Альтернативные варианты размещения водохранилища обладали существенными недостатками. Так, Кумовский створ, находящийся вблизи входа в Волго-Донской канал, позволял создать ёмкое водохранилище, но не обеспечивал самотёчного орошения, требовал большого объёма дноуглубительных работ и строительства дополнительных низконапорных плотин ниже по течению. Нижне-Курмоярский створ, расположенный в 40 км выше створа Цимлянской ГЭС, при благоприятной для размещения сооружений ГЭС форме долины, приводил к необходимости трассировать Донской магистральный канал по сильно изрезанному и крутому левому берегу реки, что сильно усложняло и удорожало строительство. Использование Константиновского створа (ниже по течению) привело бы к резкому увеличению площади затопления ценных земель, а также к значительному укрупнению и удорожанию сооружений ГЭС.
Строительство Волго-Донского водного пути, включающего в себя Волго-Донской судоходный канал, Цимлянский гидроузел, Донской магистральный оросительный канал с распределительными каналами было санкционировано Постановлением Совета министров СССР № 480-183с от 27 февраля 1948 года «О строительстве Волго-Донского водного пути и комплексном использовании водных ресурсов Нижнего Дона». Этим постановлением работы по реализации проекта были возложены на Министерство внутренних дел СССР, срок окончания строительства был определён в 1953 году (впоследствии сокращён ещё на год). 11 марта 1948 года был издан приказ министра внутренних дел № 0148 «Об организации строительства Волгодонского водного пути», а 14 января 1949 года образован Цимлянский исправительно-трудовой лагерь (ИТЛ). Начальником строительства Волго-Донского водного пути был назначен начальник Главгидростроя МВД генерал-майор Я. Д. Рапопорт, главным инженером строительства — генерал-майор С. Я. Жук. Начальником строительного управления и исправительно-трудового лагеря Цимлянского гидроузла был назначен генерал-майор А. П. Горшков (с мая 1950 года — полковник В. А. Барабанов), главным инженером — Н. В. Разин.
Подготовительные работы по строительству Цимлянской ГЭС (возведение жилья, подъездных дорог, складов, строительной базы, карьеров, временной дизельной электростанции) были начаты в 1948 году. Одновременно продолжались изыскательские и проектные работы, завершившиеся в 1949 году, когда «Гидропроектом» был подготовлен технический проект гидроузла. Возведение основных сооружений станции было начато 10 февраля 1949 года с разработки котлована водосливной плотины и здания ГЭС. Строительство станции велось очень быстрыми темпами — уже 23 сентября 1951 года было перекрыто русло реки, в январе 1952 года начато наполнение Цимлянского водохранилища. Первый гидроагрегат Цимлянской ГЭС был пущен 6 июня 1952 года, второй — 19 июля 1952 года, третий — 9 марта 1953 года, четвёртый (агрегат рыбоподъёмника) — 27 апреля 1953 года, пятый — 29 марта 1954 года. В постоянную эксплуатацию Цимлянский гидроузел был принят государственной комиссией 22 июля 1953 года.
В ходе строительства Цимлянской ГЭС, отнесенного к числу «великих строек коммунизма», было произведено 29,5 млн м³ выемки и 46,6 млн м³ насыпи мягкого грунта, 869 тыс. м³ выемки скального грунта, 910 тыс. м³ каменной наброски фильтров и дренажей, уложено 1908 тыс. м³ бетона и железобетона, смонтировано 21 тыс. т металлоконструкций и механизмов. Общая стоимость работ по возведению гидроузла (включая строительство промышленной базы, жилья и работы по подготовке ложа водохранилища) составила 3,013 млрд рублей в ценах 1950 года. Основной рабочей силой на строительстве являлись заключённые ГУЛага (так, по состоянию на 1 декабря 1950 года, на сооружении Цимлянского гидроузла работали 43 034 заключённых и 5962 человек вольнонаёмного персонала). Общая численность заключённых Цимлянского ИТЛ доходила до 47 000 человек, а всего через лагерь прошли 103 884 человека. На начальном этапе строительства (до конца 1949 года) использовался также труд немецких военнопленных. По сравнению с предыдущими гидротехническими стройками возведение Волго-Донского пути было относительно хорошо механизировано (в частности, земляные работы — на 96,7 %), широко применялись экскаваторы и земснаряды.
Изначально мощность Цимлянской ГЭС составляла 164 МВт (четыре гидроагрегата мощностью 40 МВт и гидроагрегат рыбоподъёмника мощностью 4 МВт), после модернизации гидрогенераторов в 1978—1981 годах мощность основных гидроагрегатов была увеличена до 50 МВт, в результате чего мощность станции возросла до 204 МВт. С 1970 года Цимлянская ГЭС была переведена в вынужденный режим работы, при котором расходы воды через гидроагрегаты определяются потребностями не гидроэнергетики, а водного транспорта и других неэнергетических водопользователей. В 1976—1977 годах блочные трансформаторы станции были модернизированы в автотрансформаторы. К началу 1990-х годов оборудование станции, отработавшее более 40 лет, физически и морально устарело, в связи с чем начались работы по его замене на новое. В 1997—1999 годах был заменён гидроагрегат № 3, в 2000—2001 годах — гидроагрегат № 2, в 2008—2012 годах — гидроагрегат № 4. Мощность каждого нового агрегата увеличилась до 52,5 МВт, в результате мощность Цимлянской ГЭС с 29 сентября 2012 года составляет 211,5 МВт. Модернизируется и другое оборудование ГЭС, в частности, в 2000—2007 годах была проведена замена всех сегментных затворов водосливной плотины, смонтированы новые элегазовые генераторные выключатели и выключатели на распределительном устройстве.
С начала эксплуатации Цимлянская ГЭС входила в состав районного энергетического управления «Ростовэнерго», которое в 1988 году было преобразовано в производственное объединение энергетики и электрификации «Ростовэнерго», на базе которого в 1993 году было создано ОАО «Ростовэнерго». В ходе реформы РАО «ЕЭС России» Цимлянская ГЭС вместе с рядом других электростанций региона вошла в состав ОАО «Ростовская генерирующая компания», которая в 2006 году была присоединена к ОАО «Южная генерирующая компания — ТГК-8». В 2010 году из состава ОАО «Южная генерирующая компания — ТГК-8» были выделены тепловые электростанции, а её название и форма собственности были изменены на ООО «Лукойл-Экоэнерго».

## Последствия создания

### Экономическое значение
Цимлянская ГЭС обеспечивает крупнотоннажное судоходство на реке Дон — гидроузел является важной составной частью Волго-Донского судоходного пути. Цимлянское водохранилище размещается на месте наиболее сложного, имеющего большое количество перекатов участка Дона протяжённостью 186 км, что полностью решило проблему обеспечения необходимых (не менее 4 м) судоходных глубин на участке. Водохранилище обеспечивает питание водой Волго-Донского судоходного канала (отбор воды по проекту — до 320 млн м³ в год), а также необходимые глубины на входе в канал. Накапливая воду в водохранилище в половодье и сбрасывая её в межень, Цимлянская ГЭС обеспечивает повышенный уровень воды и судоходные глубины на нижнем Дону, а также значительно снижает необходимый для обеспечения судоходства объём дноуглубительных работ ниже по течению. Режим работы ГЭС предусматривает так называемый судоходный попуск — повышенные расходы воды с целью обеспечения необходимых глубин (не менее 3,4 м) ниже по течению.
Важной задачей Цимлянского гидроузла является орошение засушливых земель; с помощью питаемых водохранилищем каналов и оросительных систем планировалось обеспечить орошение до 750 тыс. га сельскохозяйственных угодий, а также обводнение около 2 млн га. Цимлянское водохранилище питает Донской магистральный канал (водозаборное сооружение канала встроено в земляную плотину ГЭС) — одну из крупнейших оросительных систем Ростовской области. Канал обеспечивает орошение на площади 163 тыс. га (в том числе 32,76 тыс. га земель под рисом), а также обводнение 525 тыс. га сельскохозяйственных земель, водоснабжение населённых пунктов с общим населением более 200 тыс. человек и ряда объектов прудового рыбного хозяйства. Кроме того, из Донского канала берут своё начало ряд других оросительных каналов — Пролетарский (с площадью орошения 77,7 тыс. га), Нижне-Донской, Багаевский, Верхне-Сальский, из него же подпитываются водой Азовский магистральный канал и Весёловское водохранилище. Кроме того, на берегах Цимлянского водохранилища и питаемого им Волго-Донского канала расположен ряд других оросительных систем. По состоянию на 2011 год, из Цимлянского водохранилища ежегодно отбиралось на орошение 1,356 км³ воды, в том числе 1,289 км³ — в Донской магистральный канал. Цимлянское водохранилище обеспечивает водоснабжение значительного количества населённых пунктов (в том числе городов Цимлянска и Волгодонска), а также ряда промышленных предприятий, наиболее крупным из которых является Ростовская АЭС, чей водоём-охладитель создан путём отсечения части акватории водохранилища.
Имея ёмкое водохранилище, Цимлянская ГЭС решает задачу защиты населённых пунктов и земель ниже по течению от наводнений. Так, с начала эксплуатации максимальный наблюдаемый приток в водохранилище составил 6000 м³/с (в 1979 году), а максимальный сброс в нижний бьеф при этом — 2270 м³/с, то есть расходы воды были снижены более чем вдвое. Цимлянское водохранилище имеет большое рыбопромысловое значение, занимая ведущее место по промысловому вылову рыбы среди внутренних водоёмов России — около 5-6 тысяч тонн в год, что примерно соответствует вылову рыбы на всех водохранилищах Волжско-Камского каскада, вместе взятых. Рыбопродуктивность водохранилища составляет 60—80 кг/га, что оценивается как высокий показатель.
За время эксплуатации Цимлянской ГЭС выработано большое количество дешёвой возобновляемой электроэнергии; станция является крупнейшим в Ростовской области источником высокоманевренной мощности. В то же время выработка электроэнергии не является первоочередной задачей Цимлянского гидроузла, режим работы которого подчинён задачам обеспечения судоходства, водоснабжения и других неэнергетических водопользователей, производство электроэнергии осуществляется при этом попутно.
| Экономические показатели Цимлянской ГЭС             |         |         |         |
| Год                                                 | 2010    | 2011    | 2012    |
| Выработка электроэнергии, млн кВт·ч                 | 585,4   | 458,3   | 532,1   |
| Средний тариф на электроэнергию, руб/кВт·ч          | 0,79    | 0,89    | 0,91    |
| Коэффициент использования установленной мощности, % | 32      | 25      | 29      |
| Маржинальная прибыль, тыс. руб                      | 486 628 | 708 002 | 769 761 |

### Социальные и экологические последствия
При создании Цимлянского водохранилища было затоплено 263,6 тыс. га земель, в том числе 9,6 тыс. га усадеб и огородов, 0,7 тыс. га садов и виноградников, 35,7 тыс. га пашни, 71,1 тыс. га сенокосов, 78,2 тыс. га пастбищ и 30,1 тыс. га леса и кустарников. В зоне затопления оказались 164 сельских населённых пункта и частично город Калач-на-Дону, было перенесено 13 716 дворов и 507 мелких промышленных объектов. Потребовался перенос либо укрепление насыпей некоторых участков железнодорожной линии Сталинград — Лихая, был построен новый Чирский мост через Дон. На новые места были перенесены несколько участков автомобильных дорог и линий связи. В городе Калаче-на-Дону и хуторе Сталиндорф Калачёвского района построены защитные сооружения в виде обвалования и сети осушительных каналов. В зоне затопления оказался археологический памятник — древняя крепость Саркел, в 1949—1951 годах при подготовке ложа водохранилища к затоплению археологами было обследовано менее трети площади объекта.
Изменение водного режима Дона после строительства Цимлянской ГЭС (снижение высоты половодий, площади затопления поймы и соответственно площади нерестилищ), а также затруднение прохода рыб на нерест через сооружения ГЭС (частично сглаживаемые сооружением рыбоподъёмника) оказали сильное негативное влияние на естественное воспроизводство рыбных запасов Дона и Азовского моря (в части проходных и полупроходных рыб). Эта ситуация предсказывалась проектировщиками гидроузла; с целью компенсации нанесённого рыбному хозяйству ущерба был построен ряд рыбзаводов, на которых производится искусственное воспроизводство ценных видов рыб (осетровые, рыбец, сазан, судак, лещ). Эти мероприятия оказались эффективными — так, если в 1958—1960 годах в Азовском море насчитывалось 1,8 млн голов осетровых рыб, то в 1970—1972 годах их количество увеличилось до 4,1 млн, в 1975 году — до 8,1 млн, в 1980 году — до 11,9 млн, в 1988 году — до 17,6 млн голов. Впоследствии, с уменьшением рыбзаводами количества выпускаемой молоди в связи с экономическими проблемами 1990-х, а также ухудшением кормовой базы Азовского моря численность ценных видов рыб сильно снизилась. Создание Цимлянского водохранилища привело к увеличению безвозвратных потерь на испарение с его зеркала (оцениваемых в 1,5 км³ ежегодно), что внесло свой вклад в снижение речного стока в Азовское море (оцениваемого в 7,5 км³) и увеличение его солёности.